# Guías de México
La Guías de México (tradotto Guide Scout del Messico) è  l'associazione del guidismo in Messico e conta 5196 membri (nel 2008). Fondato nel 1930 divenne un membro associato del WAGGGS nel 1948 e membro effettivo nel 1957. Un centro mondiale del WAGGGS Our Cabaña aprì in Cuernavaca nel 1957.

## Programma
L'associazione è divisa in cinque branche in rapporto all'età:
- Girasol (dai 4 ai 6 anni)
- Hadita - (dai 6 ai 9 anni)
- Guía - (dai 9 ai 13 anni)
- Guía intermedia - (dai 13 ai 15 anni)
- Guía mayor - (dai 15 ai 20 anni)